# Timoléon Maurel
Pour les articles homonymes, voir Maurel.
Timoléon Zoé Louis Denis Maurel, né le 16 novembre 1819 à Baratier (à l'époque Barâtié) et mort le 23 juillet 1879 à Paris, est un ingénieur civil, inventeur et horloger français.

## Biographie

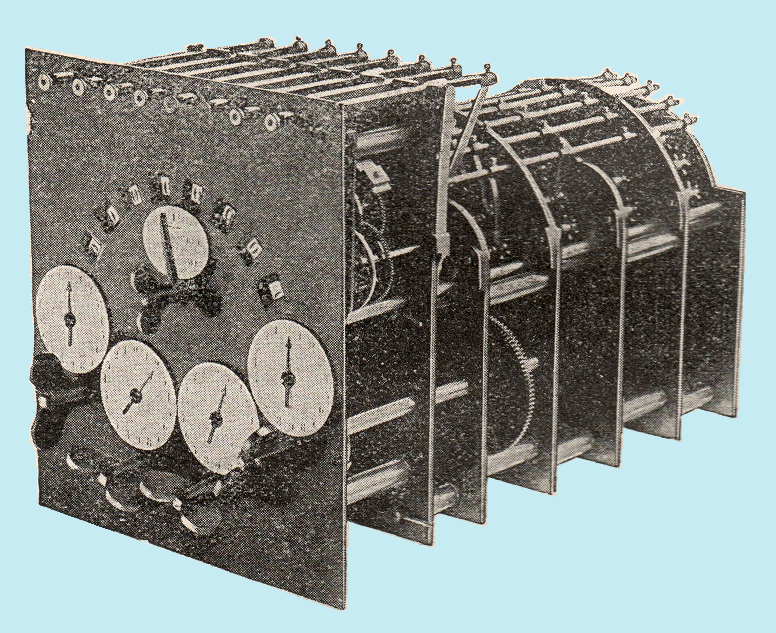
Représentation d'un arithmaurel

Maurel est connu pour avoir inventé, alors encore étudiant, le 31 décembre 1842 une machine à calculer multiplicatrice,, l'Arithmaurel, que son camarade Jean-Honoré Jayet perfectionne en 1846. En 1849, pour cette invention, les deux hommes reçoivent la Médaille d'or de l'exposition nationale de Paris puis le 12 mars 1851 le prix Montyon.
Maurel fonde une marque de réveil portant son nom et, en 1844, développe un système de colorisation à l'aquarelle des épreuves tirées par daguerréotype.
Inventeur d'un système d'alarme pour horloge, il propose en 1860, alors installé avec Jayet en Belgique, une nouvelle machine à calculer.
Jules Verne le mentionne dans le chapitre V de son roman Paris au XXe siècle. Il écrit par erreur « Mauret ».